# Classe CB
La classe CB fu una classe di sommergibili tascabili progettati dalla Caproni e costruiti a partire dal 1940 per conto della Regia Marina italiana, soprattutto allo scopo di difesa dei porti e di lotta antisommergibile.
Costruiti in 24 esemplari, operarono durante la seconda guerra mondiale sia nel teatro bellico del mar Mediterraneo che nel teatro del Mar Nero, dove colsero i loro maggiori successi. I battelli dislocati nel Mar Nero furono acquisiti dal Regno di Romania al momento dell'armistizio dell'Italia con gli Alleati, salvo cadere poi in mano all'Unione Sovietica e venire brevemente incorporati nella Voenno-morskoj flot nel 1944. Alcuni dei battelli operativi nel Mediterraneo rimasero in forza alla Regia Marina che li impiegò al fianco degli Alleati durante il periodo della cobelligeranza, ma il grosso dei CB operativi fu dato in forza alla Marina Nazionale Repubblicana che ne fece tuttavia un uso piuttosto ridotto; uno di essi fu acquisito alla fine della guerra dalla Jugoslavia e rimesso in servizio con la Jugoslavenska ratna mornarica.
Tutti i battelli della classe andarono perduti durante il conflitto o furono smantellati nell'immediato dopoguerra, salvo due esemplari conservati in museo: uno a Trieste e l'altro a Zagabria.

## Caratteristiche
Dopo la scarsa riuscita della classe CA, una serie di minisommergibili per impiego costiero sviluppata tra il 1937 e il 1938 interrotta dopo la realizzazione di soli due prototipi a causa delle caratteristiche giudicate inadeguate, la ditta Caproni di Taliedo si mise all'opera per realizzare un'unità più prestante e dalle dimensioni maggiori, con la collaborazione dell'ingegnere navale Vincenzo Goeta e del maggiore del genio navale Franco Spinelli. I primi due prototipi della futura classe CB ("Caproni modello B"), ordinati nel 1939, furono consegnati alla Regia Marina nel 1940: le prove si rivelarono soddisfacenti, sebbene le dimensioni ristrette dei battelli e la conseguente scarsa abitabilità consentissero solo missioni di breve durata. Nel settembre del 1940 furono ordinati altri quattro esemplari di prima serie, entrati ufficialmente in servizio tra il gennaio e il maggio 1941; seguirono altri dieci battelli di seconda serie, dotati di piccole migliorie, ordinati nel corso del 1942, mentre nel marzo 1943 la Regia Marina ordinò ulteriori 40 unità.
I classe CB erano piccoli battelli costieri a doppio scafo parziale, lunghi fuori tutto 15 metri, larghi 3 metri e con un pescaggio di 2,1 metri. Il dislocamento in emersione era di 36 tonnellate, e saliva a 45 tonnellate con l'unità in immersione; la profondità massima di collaudo raggiungibile era di 55 metri. L'equipaggio ammontava a tre o quattro uomini, tra cui un ufficiale.
Il sistema propulsivo era di tipo convenzionale, con un motore diesel per la navigazione in superficie capace di una potenza di 90 hp, e un motore elettrico da 100 hp per la navigazione in immersione. La velocità massima in emersione toccava i 7,5 nodi, mentre quella in immersione raggiungeva i 6,5 nodi; l'autonomia toccava le 1.000 miglia in emersione alla velocità di 5 nodi, mentre quella in immersione si aggirava sulle 60 miglia a 3 nodi.
L'armamento era costituito da due lanciasiluri esterni "a gabbia" armati con altrettanti siluri da 450 mm; alcuni battelli furono dotati anche di una mitragliatrice da 8 mm fissa sul ponte davanti alla piccola torretta.

## Servizio

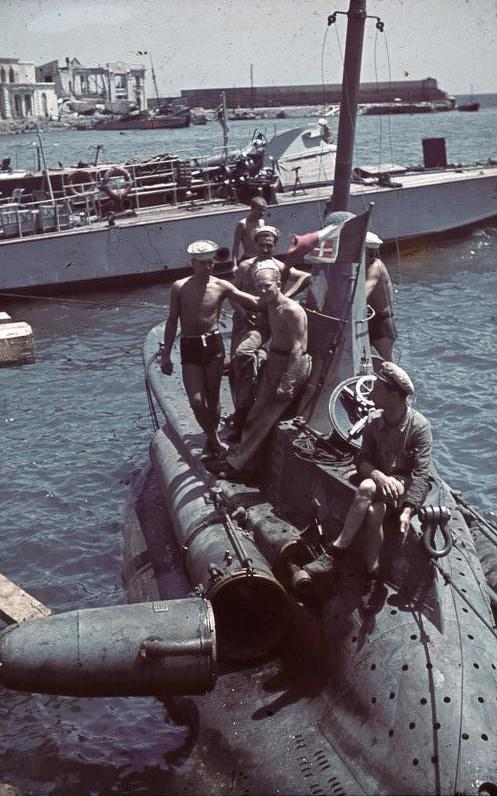
Un sommergibile della classe CB in Crimea, 1942.

Nel 1942 con i primi sei mini-sommergibili della classe CB operativi (numerati da CB 1 a CB 6) la Regia Marina predispose la "Prima Squadriglia CB" di base a Taranto. Nel maggio 1942 i sei CB furono riassegnati in forza alla 4ª Flottiglia MAS, e quindi trasportati via treno a Costanza in Romania per prendere parte alle operazioni belliche nel teatro del Mar Nero della seconda guerra mondiale; trasferiti nella base avanzata di Jalta, i CB dovevano contrastare le missioni di rifornimento sovietiche verso la città di Sebastopoli, assediata dalle forze dell'Asse.
I sommergibili evidenziarono una buona capacità nella lotta antisommergibile, affondando tra giugno ed agosto 1942 due sommergibili sovietici, lo Šč-213 di 586 t e lo S-32 di 840 t, con un terzo battello (lo Šč-203) dato per probabilmente affondato. Il battello CB 5 andò perduto il 13 giugno 1942 dopo essere stato colpito nel porto di Jalta da un siluro lanciato da una motosilurante sovietica, mentre dopo la caduta di Sebastopoli nell'agosto 1942 i cinque CB furono trasferiti da Jalta a Costanza dove rimasero fondamentalmente inoperosi. Al momento dell'annuncio dell'armistizio tra Italia e Alleati nel settembre 1943, i cinque CB furono catturati e acquisiti dalla Marina militare romena, anche se sembra che alcuni di essi furono poi restituiti al controllo operativo della Repubblica Sociale Italiana; non più impiegati in azione, i cinque CB furono catturati dai sovietici nell'agosto 1944 al momento della resa della Romania: incorporati nella Voenno-morskoj flot, furono impiegati per prove e test prima di essere radiati e demoliti nel febbraio 1945.
Solo sei battelli della seconda serie (da CB 7 a CB 12) furono completati e consegnati alla Regia Marina prima dell'armistizio, oltre ad altri quattro battelli ancora in corso di collaudo. Cinque dei CB completi passarono alla Marina Cobelligerante Italiana (il CB 7, danneggiato dai tedeschi a Pola il 9 settembre 1943, fu catturato ma non rimesso in servizio), che li impiegò a fianco degli Alleati in funzione di addestramento; tutti passarono in disarmo alla fine della guerra e furono poi avviati alla demolizione nell'agosto 1948.
I battelli da CB 13 a CB 16, impegnati nei collaudi, furono catturati dai tedeschi nel settembre 1943 e quindi assegnati in forza alla Marina Nazionale Repubblicana della RSI; altri otto battelli (da CB 17 a CB 24) furono costruiti dalla Caproni per conto della RSI ed entrarono in forza con la Marina repubblichina, mentre altri due battelli (CB 25 e CB 26) furono consegnati ancora incompleti nell'aprile 1945 e non entrarono mai servizio, finendo demoliti al termine delle ostilità. I battelli da CB 27 a CB 56 furono sorpresi dalla fine delle ostilità in vari stati di avanzamento dei lavori, finendo tutti demoliti nel dopoguerra.
I CB della RSI furono impiegati soprattutto in operazioni di sbarco e recupero informatori dietro le linee nemiche nel settore del mar Adriatico; tutti furono affondati per cause belliche o autoaffondati entro la fine delle ostilità nel maggio 1945, salvo il CB 19 tornato in possesso della Regia Marina e smantellato con i suoi simili nell'agosto 1948. Il CB 20 fu rinvenuto nell'aprile 1945 a Pola dalle truppe jugoslave mentre giaceva in stato di inefficienza: ripristinato e rimesso in servizio con la rinata Marina militare jugoslava come P 901, venne dismesso nel 1950 ed è oggi conservato presso il Museo delle Scienze e delle Tecniche di Zagabria. Un secondo CB (probabilmente l'ex CB 22) è invece conservato presso il Museo Henriquez di Trieste.